# Peter Biľak
Peter Biľak, né en 1973 en Tchécoslovaquie, est un graphiste et créateur de caractère slovaque. Il a créé Typotheque, une fonderie typographique numérique et studio de graphisme, en 1999 à La Haye aux Pays-Bas. Entre 2000 et 2007 il cofonde et est corédacteur du magazine Dot dot dot avec Stuart Bailey,. À partir de 2004, il est aussi scénographe de spectacles de danse en collaboration avec le chorégraphe Lukáš Timulak,.

## Biographie
Biľak est né en 1973 en Tchécoslovaquie, de père et mère enseignants. Il étudie à l’Académie des beaux-arts et du design de Bratislava, à l’Atelier national de création typographique à Paris de 1995 à 1996, et à l’Académie Jan van Eyck à Maastricht de 1997 à 1999.
Sa première police de caractères majeure, Eureka, est publiée chez FontShop en 1998. Elle est complétée par les polices Eureka Sans en 2000 et Eureka Mono en 2001. Entre 1999 et 2001, alors qu’il travaille au Studio Dumbar (en), il obtient un contrat d’une compagnie d’assurance, Bayerische Rück, pour une police de caractères, mais le projet est annulé. Après un cambriolage, il redessine la police qui devient Fedra Sans en 2001. Il a aussi collaboré à des projets de danse avec le chorégraphie Lukáš Timulak.
Il publie la police Fedra Serif en 2003 et celle-ci est étendue avec des caractères arabes et devanagari, et avec plus de 100 fontes différentes. Il publie ensuite les polices Greta en 2007 et Irma en 2009. Entre 2014 et 2024, il collabore avec Intégral Ruedi Baur (Ruedi Baur et Eva Kubinyi) pour le nouveau caractère du Grand Paris Express.
Il co-fonde la fonderie Indian Type Foundry avec Rajesh Kejriwal et Satya Rajpurohit en 2009.
Il est professeur à l’Académie royale des arts visuels (KABK) de La Haye.
En 2015, Biľak, Andrej Krátky et Ondrej Jób créé le logiciel de gestion, de location et de vente de polices de caractères, Fontstand, fonctionnant sur OS X.

## Polices de caractères
- FF Eureka
- FF Eureka Sans
- FF Eureka Mono
- Fedra Sans
- Fedra Serif
- Grand Paris (IDF Voyageurs)
- Greta
- Irma
- Zilla Slab